# Sri Lanka Juniors
Das Sri Lanka Juniors (auch Sri Lanka Junior International genannt) ist im Badminton die offene internationale Meisterschaft von Sri Lanka für Junioren und damit das bedeutendste internationale Juniorenturnier in Sri Lanka. Es wurde erstmals im August 2025 ausgetragen.

## Die Sieger
| Saison | Herreneinzel  | Dameneinzel      | Herrendoppel                              | Damendoppel                     | Mixed                                        |
| ------ | ------------- | ---------------- | ----------------------------------------- | ------------------------------- | -------------------------------------------- |
| 2025   | Dhyan Santosh | Aadhira Rajkumar | Kanapot Teevakul Pasuth Vongvaikitpaisarn | Durga Esha Kandrapu Ishita Negi | Niranjaan G. N. Nandakumar Anjana Manikandan |